# Villanova Mondovì
Villanova Mondovì (en français Villeneuve de Mondovi) est une commune de la province de Coni dans le Piémont en Italie.

## Administration
| Période                                  | Période  | Identité        | Étiquette | Qualité |
| ---------------------------------------- | -------- | --------------- | --------- | ------- |
| 27 mai 2003                              | En cours | Giuseppe Boasso |           |         |
| Les données manquantes sont à compléter. |          |                 |           |         |

### Communes limitrophes
Chiusa di Pesio, Frabosa Sottana, Monastero di Vasco, Mondovi, Pianfei, Roccaforte Mondovì